# Hermann Breith

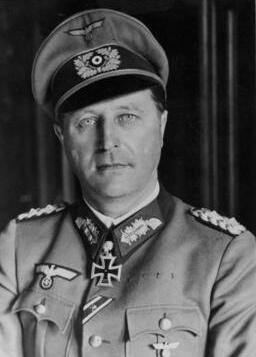
Hermann Breith kurz nach der Verleihung der Schwerter zum Ritterkreuz des Eisernen Kreuzes am 24. Februar 1944 im Range des Generals der Panzertruppe

Hermann Albert Breith (* 7. Mai 1892 in Pirmasens; † 3. September 1964 in Pech) war ein deutscher General der Panzertruppe im Zweiten Weltkrieg.

## Leben
Hermann Breith besuchte zunächst dreieinhalb Jahre die Volksschule und anschließend für siebeneinhalb Jahre das Progymnasium in seiner Heimatstadt sowie ein weiteres Gymnasium in Kaiserslautern. Anschließend ging er nach Berlin, um dort für zweieinhalb Monate an der Militärvorbereitungsanstalt des Dr. Fischer zu verbringen. Am 16. April 1910 trat er schließlich als Fahnenjunker in das Infanterie-Regiment „Markgraf Karl“ (7. Brandenburgisches) Nr. 60 in Weißenburg bei, wo er am 13. August 1910 zum Fahnenjunker-Unteroffizier ernannt wurde. Noch im selben Jahr wurde Breith zur Kriegsschule in Hersfeld abkommandiert, an der er am 10. November 1910 sein Zeugnis der Reife zum Fähnrich erhielt. Anschließend versah er weiter Dienst in seinem Stammregiment, wo er am 13. September 1911 zum Leutnant befördert wurde.

### Erster Weltkrieg
Nach Ausbruch des Ersten Weltkrieges wurde Breith mit seinem Regiment zunächst in Grenzschutzgefechte in Lothringen verwickelt, die vom 9. bis 19. August 1914 andauerten. Anschließend war er vom 23. August bis 11. September 1914 in der Schlacht bei Nancy-Epinal eingesetzt, danach vom 23. September bis 6. Oktober 1914 in der Schlacht an der Somme. Am 12. Oktober 1914 wurde Breith zum Infanterie-Regiment „Hessen-Homburg“ Nr. 166 versetzt, wo er Führer der MG-Kompanie wurde. Im Anschluss daran stagnierten die Fronten an der Somme, so dass Breith von 7. Oktober bis 31. Dezember 1914 am Grabenkrieg teilnahm. Bereits am 5. Dezember 1914 war er als Kompanieführer abberufen und zum Adjutanten des III. Bataillons ernannt worden. In dieser Funktion war Breith anschließend, vom 1. Januar bis 24. März 1915, an weiteren Stellungskämpfen an der Somme beteiligt. Am 12. April 1915 wechselte er wieder zu seinem Stammregiment und erhielt dort erneut die Führung der MG-Kompanie, mit der er ab Mai 1915 bis Ende des Jahres in die Kämpfe um den Priesterwald verwickelt war. Hier wurde Breith am 4. September 1915 zum Regimentsadjutant ernannt. Die Kämpfe im Priesterwald zogen sich bis zum 1. März 1916 hin. Unmittelbar danach wurde das Regiment in die Nähe von Verdun verlegt, wo Breith und seine MG-Kompanie in die Schlacht um Verdun gerieten. Sein Einsatz hier dauerte vom 11. März bis 20. April 1916. Unmittelbar im Anschluss war seine Kompanie erneut in die Stellungskämpfe an der Somme und Oise verwickelt (7. Mai bis 23. Juni 1916), um dann vom 25. Juni bis 9. Juli 1916 an der Schlacht an der Somme teilzunehmen.
Nach schweren Verlusten wurde das Regiment von der Westfront abgezogen, in der Heimat aufgefrischt und ab Mitte Juli 1916 an die Ostfront verlegt. Dort wurden Breith und seine Kompanie in die Schlacht um Kowel einbezogen, die vom 28. Juli bis 4. November 1916 andauerte. Während der folgenden Gefechte am oberen Styr-Stochod (5. November bis 17. Dezember 1916) erhielt Breith mit Wirkung zum 25. November seine Beförderung zum Oberleutnant (mit Patent). Um die Jahreswende 1916/1917 begannen für ihn und seine MG-Kompanie die Stellungskämpfe zwischen Smorgon sowie die Schlacht am Naratsch-See, die sich bis 18. Mai 1917 hinzogen.
Danach wurde sein Regiment zurück an die Westfront verlegt, wo Breith und seine Einheit vom 12. Juni bis 8. Juli 1917 in die Kämpfe vor und in der Siegfriedstellung verwickelt waren. Vom 16. August bis 23. September 1917 wurde Breith im Rahmen der Dritten Flandernschlacht eingesetzt und war anschließend an den deutsch-französischen Kämpfen zwischen Maas und Mosel beteiligt (6. Oktober bis 20. Oktober 1917). An diesem 20. Oktober 1917 wurde er zunächst zum Stab der 121. Infanterie-Division abkommandiert, wo er am 22. Oktober 1917 zum Ordonnanzoffizier im Stab ernannt wurde. Vom 30. April bis 31. Juli 1918 war er erneut in die Stellungskämpfe in Flandern involviert. Während dieser Zeit wurde Breith mit der Wahrnehmung der Geschäfte als Adjutant der 241. Infanterie-Brigade beauftragt. Unter Beibehaltung seiner Adjutantur wurde er jedoch zum 18. Juli 1918 zum Infanterie-Regiment „Markgraf Karl“ (7. Brandenburgisches) Nr. 60 zurückversetzt, um anschließend am weiteren Kampfgeschehen zwischen Oise und Aisne teilzunehmen. Vom 10. August bis 8. September 1918 war er bei der Abwehrschlacht zwischen Somme und Aisne eingesetzt. Während dieser Zeit wurde Breith, zum 14. August 1918, Adjutant der 241. Infanterie-Brigade.
In den letzten Monaten des Ersten Weltkrieges war Breith noch in der Schlacht zwischen Cambrai und St. Quentin (9. September bis 8. Oktober 1918) und bei den Kämpfen um die Hermannstellung (9. Oktober bis 4. November 1918) eingesetzt. Am 12. November 1918 wurden die besetzten Gebiete geräumt und Breith trat mit seiner Kompanie den Marsch in die Heimat an. Für sein Wirken während des Krieges hatte Breith neben beiden Klassen des Eisernen Kreuzes das Hanseatenkreuz aus Hamburg sowie das Ritterkreuz des Königlichen Hausordens von Hohenzollern mit Schwertern erhalten.

### Zwischenkriegszeit
Am 3. Januar 1919 wurde Breiths Kompanie in Bad Orb demobilisiert. Im Anschluss daran, am 6. Januar 1919, wurde er zum Ersatz-Bataillon des Infanterie-Regiments 60 versetzt, wo er am 13. Februar zum Regimentsadjutant ernannt wurde. Diese Position behielt er jedoch nur für wenige Monate, ab dem 17. Mai 1919 wurde er in die Radfahrkompanie der Division „von Lettow“ versetzt. Am 1. September 1919 folgte die Versetzung zum Reichswehr-Schützen-Regiment 18, wo er ab 16. Dezember 1919 zunächst als Kompanieoffizier in der 1. MG-Kompanie agierte und am 16. Februar 1920 zum Adjutanten des I. Bataillons aufstieg. Von September 1920 bis November 1921 wechselte er als Adjutant zunächst zum 17. Infanterie-Regiment und anschließend zum 6. Infanterie-Regiment, dort legte er am 13. März 1922 die Wehrkreisprüfung ab. Danach wurde er im Stab des III. Bataillons eingesetzt, wo er am 17. März 1924 zum Hauptmann befördert wurde. Am 1. Oktober 1925 wechselte Breith zur 6. Kraftfahr-Abteilung und wurde anschließend, ab 1. Januar 1927, Kompaniechef der 1. Kompanie der 1. Kraftfahr-Abteilung. Ende 1928 absolvierte er einen Gasschutzlehrgang in Berlin sowie im Oktober 1929 einen weiteren Lehrgang beim Kraftfahr-Ausbildungs-Kommando der 3. Kraftfahr-Abteilung.
Zum 1. Juni 1931 wurde Breith zum Reichswehrministerium kommandiert, wo er ab dem 1. Oktober 1931 als Referent für Panzer und Panzerabwehr tätig war. Hier erhielt er am 1. Dezember 1933 seine Beförderung zum Major. Am 1. August 1934 wurde er dann zum Kraftfahr-Lehrkommando in Zossen versetzt, bevor er am 15. Oktober 1935 Kommandeur der II. Abteilung des Panzer-Regiments 5 in Wünsdorf wurde. Diese Position behielt er dann annähernd drei Jahre, ehe er am 10. November 1938 zum Kommandeur des Panzer-Regiments 36 ernannt wurde.

### Zweiter Weltkrieg

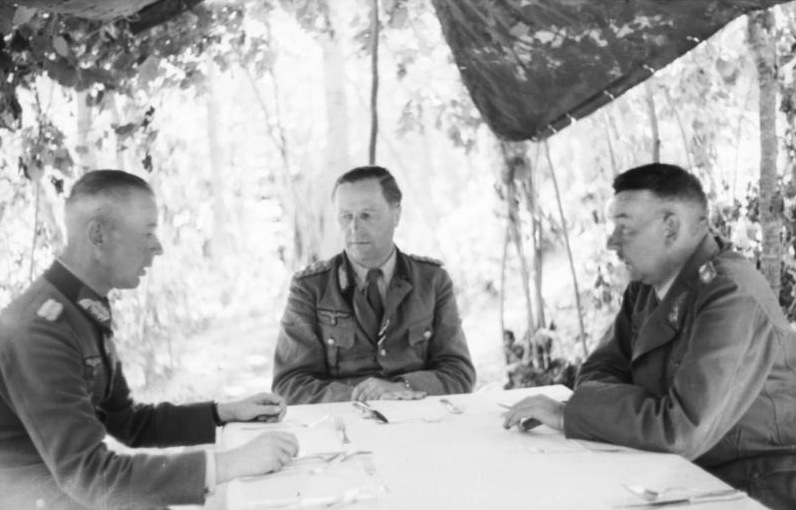
Hermann Breith (Mitte), General der Panzertruppe Werner Kempf (rechts) und Generalleutnant Walter Chales de Beaulieu (links) während des Unternehmens Zitadelle bei Kursk am 21. Juni 1943

Als Kommandeur des Panzer-Regiments 36 war Breith am Überfall auf Polen im Rahmen der 4. Panzer-Division beteiligt, dessen Panzerspeerspitzen erst vor Warschau zum Stillstand kamen. Im Anschluss daran erhielt er am 15. Februar 1940 das Kommando der 5. Panzer-Brigade. Diese Brigade diente dabei als Führungsstab für die Panzer-Regimenter 35 und 36, die wiederum der 4. Panzer-Division unterstellt waren.
Breith nahm mit der 5. Panzer-Brigade am Westfeldzug teil und wurde am 15. Mai 1940 in Belgien bei einem Panzergefecht verwundet. Während dieses Gefechts, das bei Merdorp (6 km SWW von Hannut) stattfand, vernichtete seine Panzerbrigade mehr als 30 französische Panzer, wofür ihm am 3. Juni 1940 als Oberst und Kommandeur der 5. Panzer-Brigade das Ritterkreuz des Eisernen Kreuzes verliehen wurde. Nach dem Ende des Westfeldzuges wurde Breith am 14. November 1940 zum Oberkommando des Heeres (OKH) abkommandiert und dort im Stab des Generals der Schnellen Truppen eingesetzt. Am 25. Januar 1941 übernahm er erneut das Kommando der 5. Panzer-Brigade, die taktisch der 3. Panzer-Division unterstellt war. Allerdings wurde Breith zunächst am 3. Juni 1941 in die Führerreserve des OKH mit Standort in Schweinfurt versetzt. Am 7. Juli 1941 wurde er zum Stab des Generals der Schnellen Truppen kommandiert, wo er am 12. Juli 1941 zum Generalmajor befördert wurde.
Am 16. Oktober 1941 wurde Breith zum Stab der 3. Panzer-Division (Heeresgruppe Mitte) versetzt, dessen Kommando er am 22. Oktober 1941 übernahm. Diese Division war anschließend bis Anfang Dezember 1941 an der Schlacht um Moskau beteiligt und ging danach im Raum Kursk bis Ende Februar 1942 in Verteidigungsstellung über. Während einem dieser Abwehrkämpfe gelangen der 3. Panzer-Division am 30. Januar 1942 nordöstlich von Kursk mehrere erfolgreiche Gegenangriffe, die zu hohen Panzerverlusten auf Seiten der Roten Armee führten. Für diese Leistungen wurde Breith am 31. Januar 1942 mit dem Eichenlaub zum Ritterkreuz des Eisernen Kreuzes ausgezeichnet. Er und seine Division wurden im Wehrmachtbericht vom 31. Januar 1942 erwähnt.
Im März 1942 wurde Breiths Panzerdivision nach Charkow verlegt und dort der Heeresgruppe Süd unterstellt. Nach Beginn von Fall Blau (erster Teil der Sommeroffensive 1942 der Wehrmacht) überquerte die Panzerdivision im Rahmen des XXXX. Panzerkorps mit der 1. Panzerarmee den Don bei Nikolajewka. Ende September 1942 gab er das Kommando der Panzerdivision ab, um ab dem 2. Oktober 1942 erneut in die Führerreserve versetzt zu werden. Hier wurde er am 16. November 1942 zum Generalleutnant befördert. Mit Wirkung zum 1. Januar 1943 wurde Breith zum Stab der Heeresgruppe A abkommandiert, wo er zur Verfügung des Kommandierenden Generals Ewald von Kleist stand. Am 3. Januar 1943 wurde er mit der Führung des III. Panzerkorps (Heeresgruppe Süd) beauftragt, dessen Kommandierender General er zum 1. März 1943 wurde. Zuvor war er mit Wirkung zum 13. Februar 1943 zum General der Panzertruppe ernannt worden. Das Panzerkorps kämpfte unter seinem Kommando ab März 1943 im Donezbecken, bei Charkow und Belgorod, im Unternehmen Zitadelle sowie am Jahresende am Dnepr.
Im Zuge des Hauptentsatzangriffes des Kessels von Tscherkassy, im Februar 1944, ermöglichten die angetretenen Panzerdivisionen unter der Führung von Breith einen Teilausbruch der eingeschlossenen deutschen Verbände. Während der Kampfhandlungen, die bis zum 18. Februar 1944 andauerten, konnten 728 Panzer der Roten Armee zerstört werden. Für diese Leistungen seines Panzerkorps wurden Breith am 21. Februar 1944, als 48. Träger, die Schwerter zum Eichenlaub des Ritterkreuzes des Eisernen Kreuzes verliehen. Zuvor waren er und seine Verbände im Wehrmachtbericht vom 20. Februar 1944 erwähnt worden. Anschließend kämpfte das Panzer-Korps in Kamenez-Podolsk, Galizien, Zloczow (Polen) sowie an der Weichsel.
Anfang September 1944 lag das Panzerkorps am Weichselbrückenkopf westlich von Baranow, wo die Generäle der Panzertruppe Hermann Breith und Fritz-Hubert Gräser und der General der Infanterie Hermann Recknagel erfolglos den sowjetischen Brückenkopf zu beseitigen versuchten. Dabei verlor die Rote Armee im Zeitraum vom 3. August bis 7. September 1944 650 Panzer und Sturmgeschütze, wofür Breiths Panzerkorps und er selbst am 9. September 1944 zum dritten Mal im Wehrmachtbericht erwähnt wurden. Danach wurde das Panzerkorps unter Breith nach Ungarn verlegt, wo es zusammen mit ungarischen Streitkräften in schwere Rückzugsgefechte verwickelt wurde. Im Oktober 1944 lag es im Raum Debrecen. Für die dreiwöchige Abwehrschlacht in Südungarn wurden Breith und sein Panzerkorps am 30. Oktober 1944 erneut im Wehrmachtbericht erwähnt. Anschließend war das Panzerkorps an der Schlacht um Budapest beteiligt und die Reste des Korps zogen sich unter seiner Führung bis April 1945 über Südungarn in das Alpenvorland und nach Österreich zurück, wo Breith und die restlichen Einheiten am 8. Mai 1945 vor Truppen der US Army kapitulierten. 
Breith wurde im Mai 1947 aus der Kriegsgefangenschaft entlassen.